# Mario Tozzi

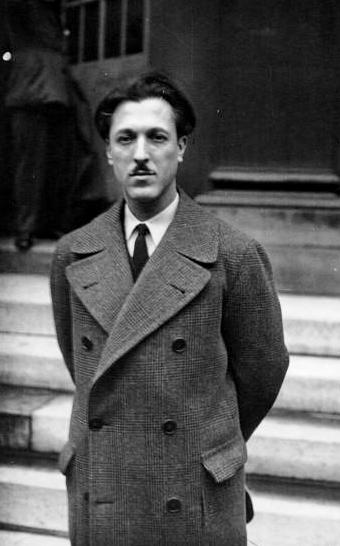
Mario Tozzi el 1933

Mario Tozzi (Fossombrone, província de Pesaro i Urbino, 30 d'octubre de 1895 – Sant Joan del Gard, 8 de setembre de 1979) va ser un pintor italià.
Mario Tozzi era germà major de cinc fills. Amb el seu pare Giacinto, un metge, la família es va establir a Suna a la vora piemontesa del llac Maggiore. Abandonà els estudis de química per a dedicar-se a la seva vocació artística de pintor i el 1913 entrà a l'Acadèmia de Belles Arts de Bolonya on conegué els pintors Giorgio Morandi i Osvaldo Licini. Es va diplomar el 1915. Fa el servei militar a la Primera Guerra Mundial, en la qual hi va perdre a dos germans.